# 모듈 (공업)
모듈(module)은 기준 치수와 치수 조정을 위하여 특별히 선정된 치수 단위를 말한다. 모듈은 모든 재료, 구조, 기능에 대하여 합리적인 치수 계열일 뿐만이 아니라 인간의 생활동작에 대해서도 합리적인 치수여야 한다. 현대 건축계에서는 건축공업 근대화를 위한 하나의 수법으로서 재료, 부분품, 조립의 복잡한 생산수단을 조직화하기 위하여 모듈의 확립이 중요한 과제다.